# چاه گرانش
چاه گرانش (به انگلیسی: Gravity well) یا چاه گرانشی یک مدل مفهومی از میدان گرانشی اطراف یک جسم است. هرچه جسم پرجرم تر باشد، چاه گرانش آن عمیق تر و گسترده تر است. خورشید یک چاه گرانشی دوررس و عمیق دارد. سیارک ها و قمرهای کوچک چاههای گرانش کم عمق تری دارند.هر چیزی که روی سطح یک سیاره یا قمر قرار می‌گیرد، در ته چاه گرانش آن است. وارد شدن به فضا از روی سطح یک سیاره یا قمر نیز به منزله خروج از چاه گرانش است. هر چه چاه گرانشی این سیاره یا قمر عمیق تر باشد انرژی بیشتری برای رسیدن به سرعت گریز لازم است.
در اخترفیزیک، یک چاه گرانش به‌طور خاص میدان پتانسیل گرانشی در اطراف اجسام پرجرم است. دیگر انواع چاههای پتانسیل شامل چاه‌های پتانسیل الکتریکی و مغناطیسی می‌شود. مدل‌های فیزیکی چاه‌های گرانشی را گاهی برای تصویر سازی در مکانیک مداری به کار می روند.

## جزئیات

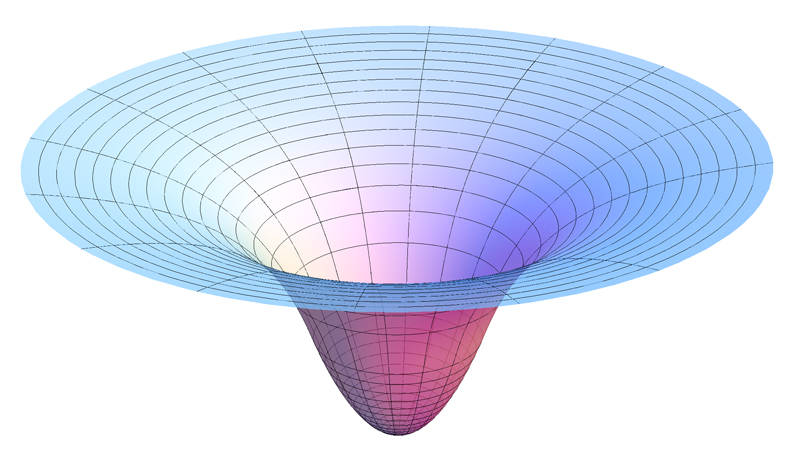
نمودار یک برش دو بعدی از پتانسیل گرانشی در درون و اطراف یک جسم چگال یکنواخت متقارن کروی

پتانسیل گرانشی اکسترمال یک جسم متقارن کروی به جرم M از رابطه زیر به دست می‌آید:
{\displaystyle \Phi (\mathbf {x} )=-{\frac {GM}{|\mathbf {x} |}}.}
نمودار این تابع در دو بعد در شکل نمایش داده شده‌است. این نمودار با افزودن پتانسیل داخلی متناسب با |x|2 تکمیل شده استف اما پتانسیل داخلی معمولاً نامربوط است زیرا مدار یک ذره آزمون از خود جسم نمی‌گذرد.

## منبع
ویکیپدیای انگلیسی